# 죽음의 사마귀
《죽음의 사마귀》(영어: The Deadly Mantis)는 1957년에 개봉한 미국의 SF 괴수 영화이다.

## 줄거리
남태평양에서 화산이 폭발해 북극 빙원이 녹으면서 수백만 년 동안 그 안에 갇혀있던 200 피트 길이의 사마귀가 깨어난다. 원거리 조기 경계를 추적 관찰하던 캐나다 북부 레드 이글 원의 지휘관 조 파크먼은 전초 기지와 연락이 되지 않자 직접 기지로 날아갔다가 파괴된 기지와 땅에 길게 그인 자국을 확인한다.
공군 비행기 한 대가 사마귀에게 공격을 당한 뒤 조는 또 거대한 후려친 자국과 5 피트 길이의 끝이 뾰족한 물체를 발견한다. 이를 콜로라도스프링스 미국 본토 방공 사령부(CONAD)의 마크 포드 장군에게 들고 가자 포드는 과학자들을 소집하고, 고생물학자 네드릭 "네드" 잭슨은 거대 사마귀의 다리 돌출부임을 알아본다.
사마귀는 북극 이누이트들을 덮쳐 잡아먹는다. 추가 조사를 위해 네드가 레드 이글 원으로 보내지고 박물관 잡지 편집자 마지가 사진가로 동행한다. 조는 마지에게 반한다. 조, 네드, 마지가 기지에 도착해 토론을 하는 와중에 사마귀가 건물을 공격한다. 부대 전체가 자동소총과 화염방사기로 대항하지만 사마귀는 전혀 손상을 입지 않고, 비행기들이 자신을 포위하자 그제서야 물러난다.
몇 시간 뒤 여전히 적색 경보인 와중에 기지는 사마귀가 캐나다 해안의 보트를 공격했다는 정보를 받는다. 이를 토대로 네드는 사마귀의 비행 속도가 시간당 200 마일이라고 계산한다. 사마귀는 미국 뱅고어, 뉴올리언스까지 내려오지만 국회 의원이 이를 부정하자 포드는 기자 회견을 열고 공식적으로 대중에게 사마귀의 존재를 확인시키고 방공 감시단에 추적을 부탁한다.
며칠 뒤 조는 마지를 집에 데려다주면서 기차 전복 때문에 정차하게 되자 이를 일반 사고로만 여기고 키스를 한다. 그러나 바로 근처에 있던 사마귀가 버스마저 뒤집어버린다. 비상이 걸린 가운데 다시 사마귀가 워싱턴 D.C. 워싱턴 기념탑에서 목격된다.
조는 다른 비행사들과 함께 사마귀를 바다로 유도하던 중 짙은 안개 때문에 진로에서 벗어나 사마귀와 정면으로 충돌하고 낙하산으로 탈출한다. 부상을 입은 사마귀가 지상에 떨어져 맨해튼 터널로 기어 들어가자 포드는 터널을 봉쇄하고 연기를 가득 피워 사마귀의 시야를 가린다. 조의 특수 부대는 소총과 세 종류의 화학 폭탄을 들고 터널에 진입하고, 이에 맞은 사마귀가 쓰러져 죽는다.

## 출연진
- 크레이그 스티븐스
- 윌리엄 호퍼
- 앨릭스 톨턴
- 도널드 랜돌프
- 팻 콘웨이
- 플로렌즈 에임스
- 폴 스미스
- 필 하비
- 플로이드 시먼스
- 폴 캠벨
- 헬렌 제이
- 조지 린
- 잭 매더
- 빙 러셀

## 기타 제작진
- 세트: 올리버 에머트, 러셀 A. 고즈먼
- 의상: 제이 A. 몰리 주니어